# Кримінальне уложення Російської імперії 1903
Кримінальне уложення Російської імперії 1903 р. — збірка законів з кримінального права Російської імперії, затверджена Миколою II 22 березня (4 квітня) 1903.

Уложення складалося з 37 розділів, що включали 687 статей, з яких 72 належали до загальної частини, яка містила положення про злочин і кару, області дії кримінального закону, форми вини, суб'єкт злочину, обставини, що виключають злочинність діяння тощо. Укладення об'єднувало в собі норми, раніше рознесені на два кодекси — Уложення про покарання і Статут про покарання, що накладаються мировими суддями, і повинно було повністю замінити обидва ці закони.